# Beta Indi
Beta Indi (β Indi, förkortat Beta  Ind, β Ind) som är stjärnans Bayerbeteckning, är en ensam stjärna  belägen i den västra delen av stjärnbilden Indianen. Den har en skenbar magnitud på 3,66 och är synlig för blotta ögat där ljusföroreningar ej förekommer. Baserat på parallaxmätning inom Hipparcosuppdraget på ca 5,4 mas, beräknas den befinna sig på ett avstånd på ca 600 ljusår (ca 180 parsek) från solen.

## Egenskaper
Beta Indi är orange till röd ljusstark jättestjärna av spektralklass K1 II. Den har en massa som är ca 6,7 gånger större än solens massa, en radie som är ca 12 gånger större än solens och en effektiv temperatur på ca 4 380 K.
Beta Indi har en visuell följeslagare, CCDM J20548-5827B, med en skenbar magnitud på ca 12,5.